# El Salvador nos Jogos Olímpicos de Verão de 1972
El Salvador competiu nos Jogos Olímpicos de Verão de 1972 em Munique, Alemanha Ocidental.

## Resultados por Evento

### Natação
100 m livre masculino
- Antonio Ferracuti
  - Eliminatórias — 56.69s (→ não avançou)

- Salvador Vilanova
  - Eliminatórias — 56.57s (→ não avançou)

200 m livre masculino
- Tomás Rengifo
  - Eliminatórias — 2:08.67 (→ não avançou)

- Salvador Vilanova
  - Eliminatórias — não começou (→ não avançou)

Revezamento 4x100 m livre masculino
- Salvador Vilanova, Reynaldo Patiño, Tomás Rengifo e Antonio Ferracuti
  - Eliminatórias — 3:49.14 (→ não avançou)

- Alejandro Cabrera
- Piero Ferracuti
- Sergio Hasbún

### Tiro
- Andrés Amador Velasco
- José Luis Rosales
- José Mario Valdez
- Juan Antonio Valencia